# Шевелёво (Нижегородская область)
Шевелёво — деревня в Сокольском районе Нижегородской области. Входит в состав Междуреченского сельсовета. Численность населения — 27 человек.